# Mendoncia orbicularis
Mendoncia orbicularis är en akantusväxtart som beskrevs av William Bertram Turrill. Mendoncia orbicularis ingår i släktet Mendoncia och familjen akantusväxter. Inga underarter finns listade i Catalogue of Life.